# ジェイソン・ケルシー
ジェイソン・ダニエル・ケルシー（Jason Daniel Kelce, 1987年11月5日 - ）は、アメリカ合衆国オハイオ州のクリーブランドハイツ出身の元プロアメリカンフットボール選手。NFLのフィラデルフィア・イーグルスで活躍した。ポジションはセンター。同じくNFL選手で、カンザスシティ・チーフスに所属しているトラビス・ケルシーは実弟である。

## 経歴

### カレッジ
シンシナティ大学では当初ランニングバックであったが、後にオフェンスラインにコンバートされた。5年間在籍した後、2011年のNFLドラフトにエントリーした。

### フィラデルフィア・イーグルス
ドラフト前のコンバインでの40ヤード走ではオフェンシブラインマンでは最速となる4.89秒を記録した。その後、2011年3月11日に虫垂炎と診断され、虫垂切除術を受けた。
ドラフト全体191位でフィラデルフィア・イーグルスから指名され、その後ルーキー契約を結んだ。
1年目の2011年シーズンから先発に抜擢され、16試合に出場した。
2012年シーズン、第2週のボルチモア・レイブンズ戦にて左膝の内側側副靱帯と前十字靭帯を損傷し、シーズン残りの試合を欠場した。

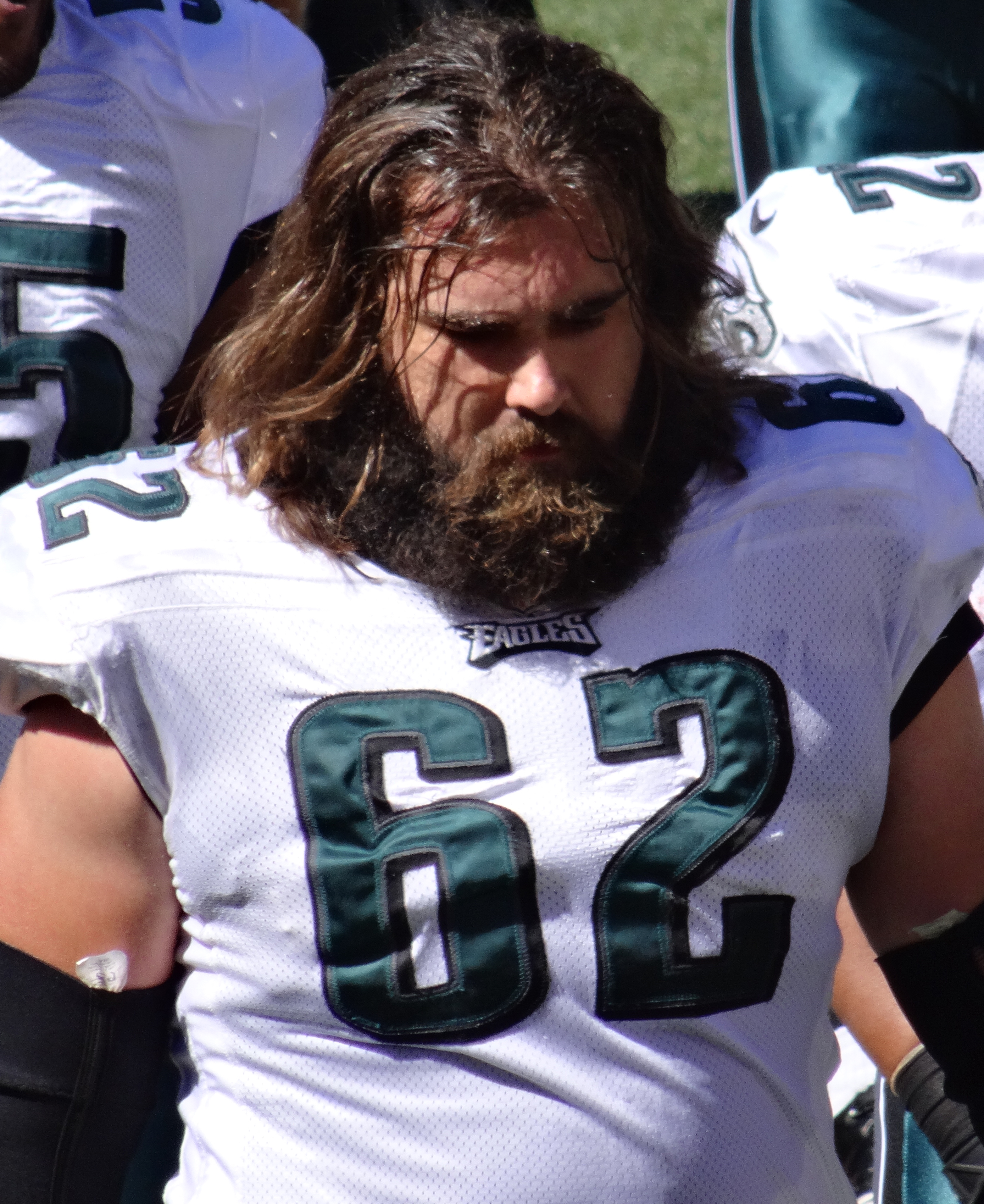
2013年のケルシー

2014年2月27日にイーグルスと6年総額3,750万ドルの契約延長に合意した。2014年シーズンは終盤にヘルニアと診断されて手術を受け、最後の4試合を欠場したが、自身初となるプロボウルに選出された。
2016年シーズンは2年ぶりとなるプロボウルに選出された。
2017年シーズンは自身初となるオールプロファーストチームに選出され、チーム史上初となるスーパーボウル制覇に大きく貢献した。優勝パレードでのスピーチも話題となった。
2019年3月2日にイーグルスと2021年シーズンまで有効の1年間の契約延長に合意した。2019年シーズンは3年連続となるオールプロファーストチームに選出された。
2020年シーズンに公式戦100試合連続出場を記録した。このシーズンは4度目となるプロボウルに選出された。
2021年シーズン途中に新型コロナウイルスの安全プロトコルによりリザーブに送られるも4日後に復帰し、連続出場記録を継続した。このシーズンは2年連続となるプロボウル、2年ぶりとなるオールプロファーストチームに選出された。
2022年3月11日にイーグルスと1年1,400万ドルで再契約した。現役のセンターとしては最高額となった。2022年シーズンもプロボウル、オールプロファーストチームに選出された。プレーオフでは5年ぶりとなるスーパーボウルに進出。対戦相手は弟のトラビスが所属するカンザスシティ・チーフスで、史上初となるスーパーボウルでの兄弟対決が実現した。
2024年1月15日にチームがプレーオフのワイルドカードラウンドで敗退した後に、引退の報道が流れた。この時点ではメディアの報道のみで、プロボウルやイベントなど公の場に現れてもケルシーの口から現役続行か、引退か、去就に関する明言はされていなかったが、3月4日に会見を開き正式に引退を発表した。

## 家族
前述のように弟のトラビスもNFL選手である。高校時代はフットボールの他にもジェイソンがアイスホッケー、トラビスがバスケットボールをプレーしていた。
2022年9月から、兄弟でホストを務めるポッドキャストを開始した。

## 人物
コメディドラマ「フィラデルフィアは今日も晴れ」にイーグルスのチームメイトと共に出演したことがある。
2024年フィラデルフィア・イーグルスのトレーニングキャンプにおいて握力91.4㎏（201.5lb）の好記録をマークしたが、その前にイーグルスOL陣のランドン・ディッカーソンが記録した握力138.4㎏（305.2lb）やボウ・アレンの握力110.6㎏（243.8lb）と驚異的な記録が続き、その後に計測したキャム・ユルゲンスの握力97.1㎏（214.0lb）の時点で「悪い記録」と称されていた流れの最後にケルシーが計測した為に嘲笑されてしまう結果となった。